# Anthony Saux
Anthony Saux (* 22. November 1991) ist ein französischer Radrennfahrer.
Saux gewann 2009 die Juniorenklasse des Chrono des Nations. 2011 konnte er mit dem Gewinn der Gesamtwertung der Tour du Loir-et-Cher seinen ersten Sieg bei einem Rennen auf der UCI Europe Tour feiern.

## Erfolge
2011
- Gesamtwertung Tour du Loir-et-Cher

## Teams
- 2011 UC Nantes-Atlantique
- 2012 UC Nantes-Atlantique
- 2013 UC Nantes-Atlantique
- 2014 Côtes d'Armor-Marie Morin